# رانکورن
latitudeرانکورنlongitudeرانکورن
رانکورن (به انگلیسی: Runcorn) شهری در منطقهٔ لندن کشور انگلستان است که این کشور خود بخشی از بریتانیا محسوب می‌شود. این شهر در سال ۱۹۹۱ میلادی ۶۴٫۱۵۴ نفر جمعیت داشته و در سرشماری سال ۲۰۰۱ جمعیت آن به ۶۰٫۰۷۲ نفر رسیده‌است. میزان رشد سالانهٔ جمعیت رانکورن ‎-۰٫۲۸ درصد می‌باشد و جمعیت این شهر در سال ۲۰۱۲ به ۵۸٫۲۶۸ نفر تغییر یافت.